# Conservazione e restauro degli affreschi

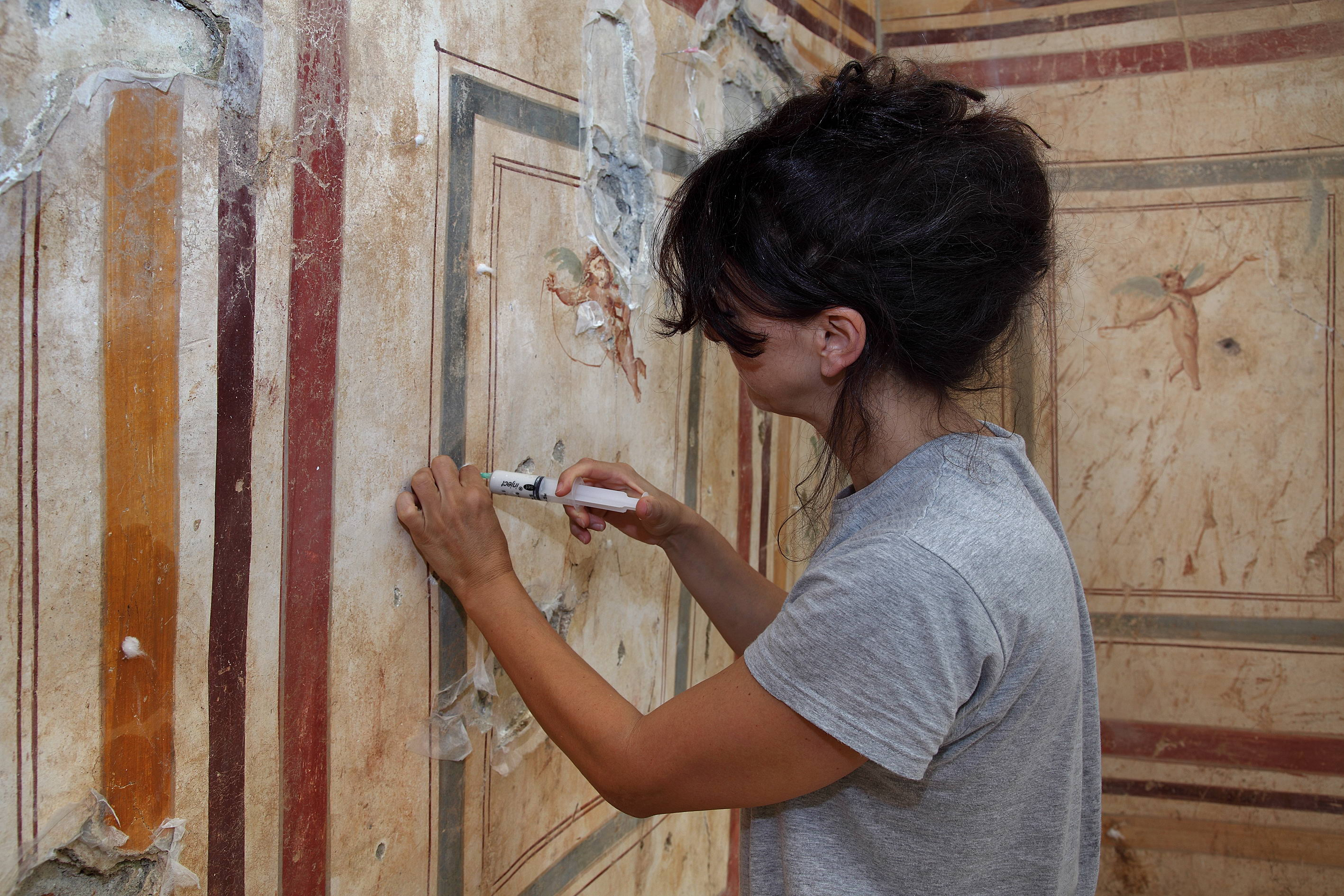
Restauro di pitture murali, Efeso.

La conservazione e il restauro degli affreschi è il processo di cura e mantenimento degli affreschi e comprende documentazione, esame, ricerca e trattamento per assicurarne la vitalità a lungo termine, quando desiderato.

## Tecnologia
L'affresco è una tecnica di pittura murale in cui il pigmento viene applicato su intonaco di calce appena steso o bagnato. L'acqua agisce come una sorta di legante che permette al pigmento di fondersi con l'intonaco e una volta che esso fa presa il dipinto diventa parte integrante della parete.

### Materiali (composizione chimica)
I prodotti chimici per l'affresco sono costituiti da quanto segue:
- Biossido di silicio
- Ossido di calcio
- Idrossido di calcio
- Diossido di carbonio
- Carbonato di calcio

Il carbonato di calcio viene decomposto dal calore per produrre ossido di calcio (calce viva) e anidride carbonica. Successivamente l'ossido di calcio reagisce con l'acqua per formare idrossido di calcio che è accompagnato dal rilascio di calore, reazione detta esotermica. 

### Pigmenti utilizzati dall'antichità fino all'inizio del XIX secolo[7][8]
- Nerofumo – creato riscaldando legno o altro materiale vegetale (carbonio amorfo)
- Nero d'osso - carbonizzazione di ossa o avorio di scarto in assenza di aria (10% carbonio, 84% fosfato di calcio, 6% di carbonato di calcio)
- Terra ocra - Minerali naturali color tronco e cinabrese con silice e argilla che ne attribuiscono il colore (ossido di ferro (III), diossido di manganese, ossido di alluminio)
- Ocra rossa - minerali naturali contenenti silice e argilla, alcuni dei quali sono composti da ossido di ferro ed ematite (ossido di ferro (III) anidro)
- Ocra gialla – minerali naturali che contengono silice e argilla e attribuiscono al suo colore la goethite (ossido di ferro)
- Bianco calce – gesso (carbonato di calcio e calcite)
- Lacca di robbia – un estratto dalla radice della pianta di robbia (Rubia tintorum)
- Lacca di carminio – un estratto di due tipi di cocciniglie: la cocciniglia e la kermes
- Realgar – minerale naturale (solfuro di arsenico)
- Malachite – minerale naturale (carbonato rameico)
- Orpimento – minerale naturale (solfuro di arsenico)
- Blu egiziano - primo pigmento artificiale e utilizzato solo nell'antichità (silicato di calcio e rame)
- Indaco – pigmento a base vegetale derivato dalla pianta del guado (Isatis tinctoria L.)
- Minio rosso – minio minerale naturale (tetrossido di piombo (II, IV))
- Terra verde – minerali naturali glauconite o celadonite (silicato di alluminio)

## Deterioramento degli affreschi
Gli affreschi si trovano in luoghi di culto come chiese, templi antichi e tombe, nonché in residenze private ed esercizi commerciali adibiti al pubblico spettacolo. Sono questi ambienti e i loro inquinanti che interagiscono con le sostanze chimiche, sia organiche che inorganiche, utilizzate per realizzare gli affreschi e i pigmenti utilizzati che contribuiscono al loro degrado estetico e strutturale. Inoltre, i dipinti murali come gli affreschi, a seconda della tecnica utilizzata, possiedono una struttura stratificata composta da supporto, fondo o strato pittorico. Questi componenti delle pitture murali subiscono un deterioramento fisico, chimico o biologico. Sebbene fattori come l’umidità, i sali e l’inquinamento atmosferico siano stati generalmente i principali contributori al deterioramento dei dipinti murali nella maggior parte dei casi, molti nel settore ritengono che anche la crescita di agenti biologici come funghi e flora microbica sia responsabile del decadimento. 

## Degradazione chimica
La presenza di scolorimento dei pigmenti, macchie e la formazione di biofilm sono indicativi di degradazione chimica. Data la varietà di molecole organiche e inorganiche presenti negli affreschi, molti tipi di microrganismi possono crescere sul substrato dell'affresco a condizione che le condizioni ambientali (umidità, temperatura, luce e pH) siano favorevoli. Il deterioramento chimico può essere attribuito ai funghi attraverso i loro metaboliti tramite processi di assimilazione o dissimulazione. Nel processo di assimilazione, i funghi utilizzano i componenti degli affreschi come fonte di carbonio attraverso la produzione di enzimi, mentre nel processo di dissimulazione, il decadimento avviene principalmente attraverso l'escrezione di prodotti di scarto o la secrezione di intermedi metabolici tra cui acidi e pigmenti che possono danneggiare, macchiare o deturpare la superficie. 

## Degrado fisico

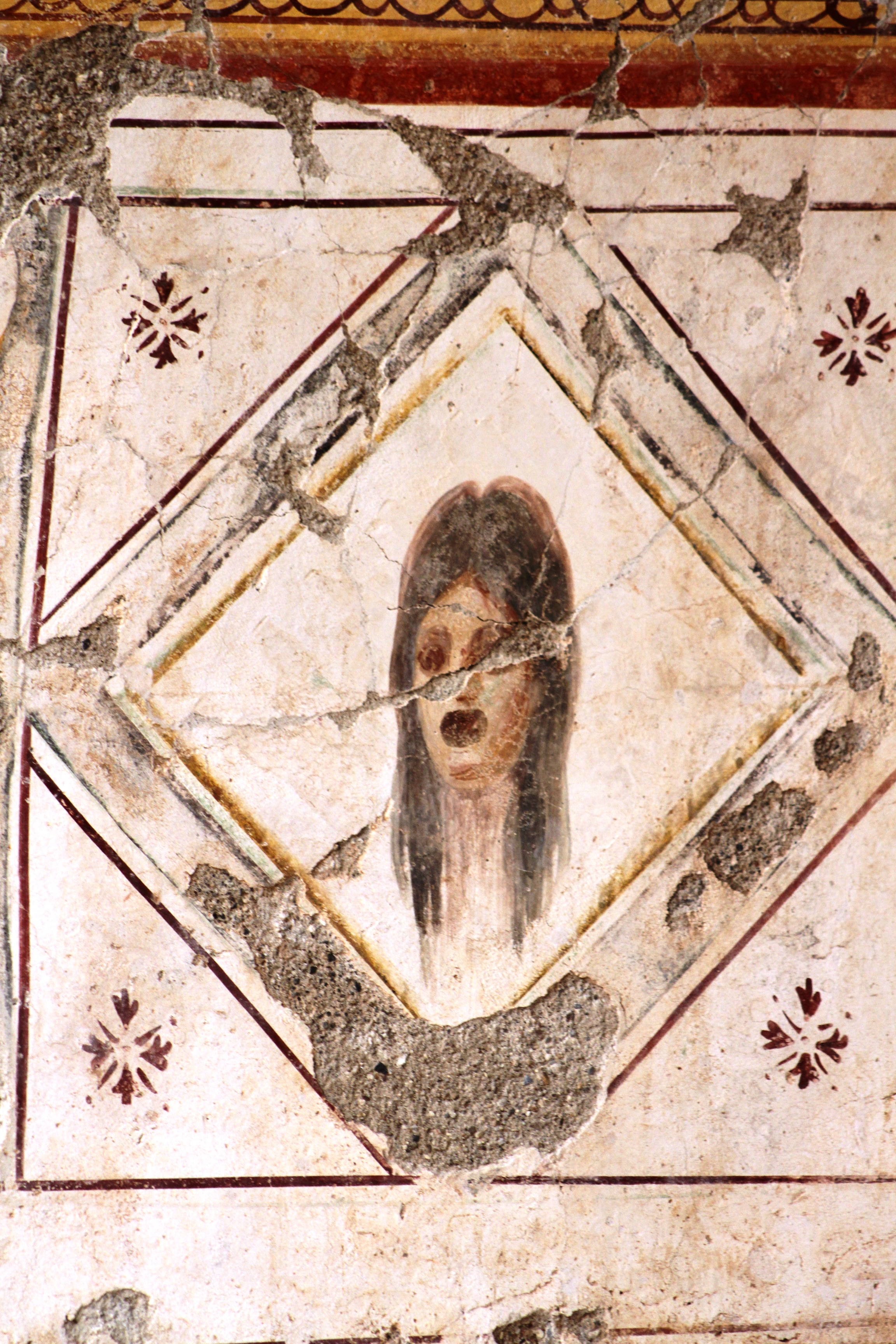
Affresco nelle case a schiera di Efeso

Segni di cracking e disgregazione degli strati pittorici e la formazione di bolle di vernice sono indice di degrado fisico/strutturale. Gli inquinanti industriali contengono gas e combustibili fossili che reagiscono con l'ossigeno e l'acqua per produrre acido solforico e acido nitrico. Questi acidi convertono il carbonato di calcio (calcare) in solfato di calcio che diventa solubile in acqua e forma grandi cristalli all'interno dello strato superficiale provocando la formazione di bolle e la sfaldatura dell'affresco. A parte gli effetti negativi degli inquinanti ambientali, la crescita di funghi sopra o sotto la superficie può causare lo spostamento degli strati pittorici contribuendo ulteriormente al degrado fisico e strutturale degli affreschi. 

## Cure preventive
Gli affreschi che sono stati rimossi dal loro contesto originale e ricollocati in istituzioni culturali hanno il vantaggio di trovarsi in un ambiente più stabile e costantemente monitorato, anche se sono a basso rischio. Tuttavia, gli affreschi ancora nel loro luogo di origine, come i siti del patrimonio culturale, sono ad alto rischio perché vulnerabili agli elementi ambientali a causa dell'elevato volume di traffico turistico in combinazione con altri inquinanti. Pertanto, come ogni oggetto simile, sono utili i datalogger per monitorare le condizioni ambientali come temperatura e umidità relativa, nonché i sensori termoigrometrici per il monitoraggio del microclima per affreschi in ambienti interni, esterni o semiconfinati. 

## Metodi di pulizia
La pulizia mira a riportare le opere d'arte a come l'artista intendeva che apparissero; tuttavia, il modo in cui un'opera d'arte viene pulita dipenderà dalla natura del materiale da rimuovere. Con i dipinti vengono utilizzati una varietà di solventi organici, ma il solvente più comune è l'acqua, spesso con agenti chelanti, tensioattivi o sali per controllare il pH. L'applicazione di soluzioni tramite tessuti, gel e spugne sta diventando la norma, grazie al livello di controllo offerto mantenendo il sistema di pulizia sulla superficie superiore dell'opera. Tali gel, introdotti alla fine degli anni '80, sono solitamente emulsioni a base acquosa addensate con cellulosa o polimeri sintetici. Rilasciando lentamente il solvente, prevengono alcuni dei danni da rigonfiamento che i solventi liberi causano agli strati di vernice. Durante gli anni '60 divenne popolare l'uso di polimeri sintetici per consolidare e stabilizzare gli affreschi: pitture murali a base di gesso. Sembravano il perfetto sostituto dei rivestimenti in cera precedentemente utilizzati, ma col tempo divenne chiaro che non era così. La loro presenza ha cambiato drasticamente le proprietà superficiali dei dipinti, provocando stress meccanici e cristallizzazione dei sali sotto il dipinto portando ad una disintegrazione accelerata. Inoltre, i polimeri stessi diventavano scoloriti e fragili. Verso la metà degli anni '90, la pulitura laser fu introdotta per la pietra e iniziò ad essere utilizzata per altri materiali come bronzi dorati e affreschi. Un importante passo avanti si è verificato quando un fisico italiano dell'Istituto di Fisica Applicata del Consiglio Nazionale delle Ricerche di Firenze, Salvatore Siano, ha sviluppato un metodo che utilizzava impulsi ancora più brevi, della durata di soli micro-nanosecondi. Un'altra importante innovazione nell'ultimo è stata l'uso della scienza dei colloidi e delle nanotecnologie nella conservazione. A metà degli anni '90 lo scienziato dei colloidi Piero Baglioni inventò una microemulsione: una miscela trasparente di solvente organico e acqua, stabilizzata con un tensioattivo che si trova all'interfaccia tra l'acqua e le fasi organiche. Un altro metodo insolito per pulire gli affreschi è quello con l'utilizzo di specifici tipi di batteri per rimuovere croste inorganiche e colle animali. Poiché i batteri possono produrre tutta una serie di enzimi, possono affrontare complessi problemi di pulizia, metabolizzando la materia organica e inorganica in idrogeno solforato, azoto molecolare o anidride carbonica. 

## Tecniche di riparazione e restauro

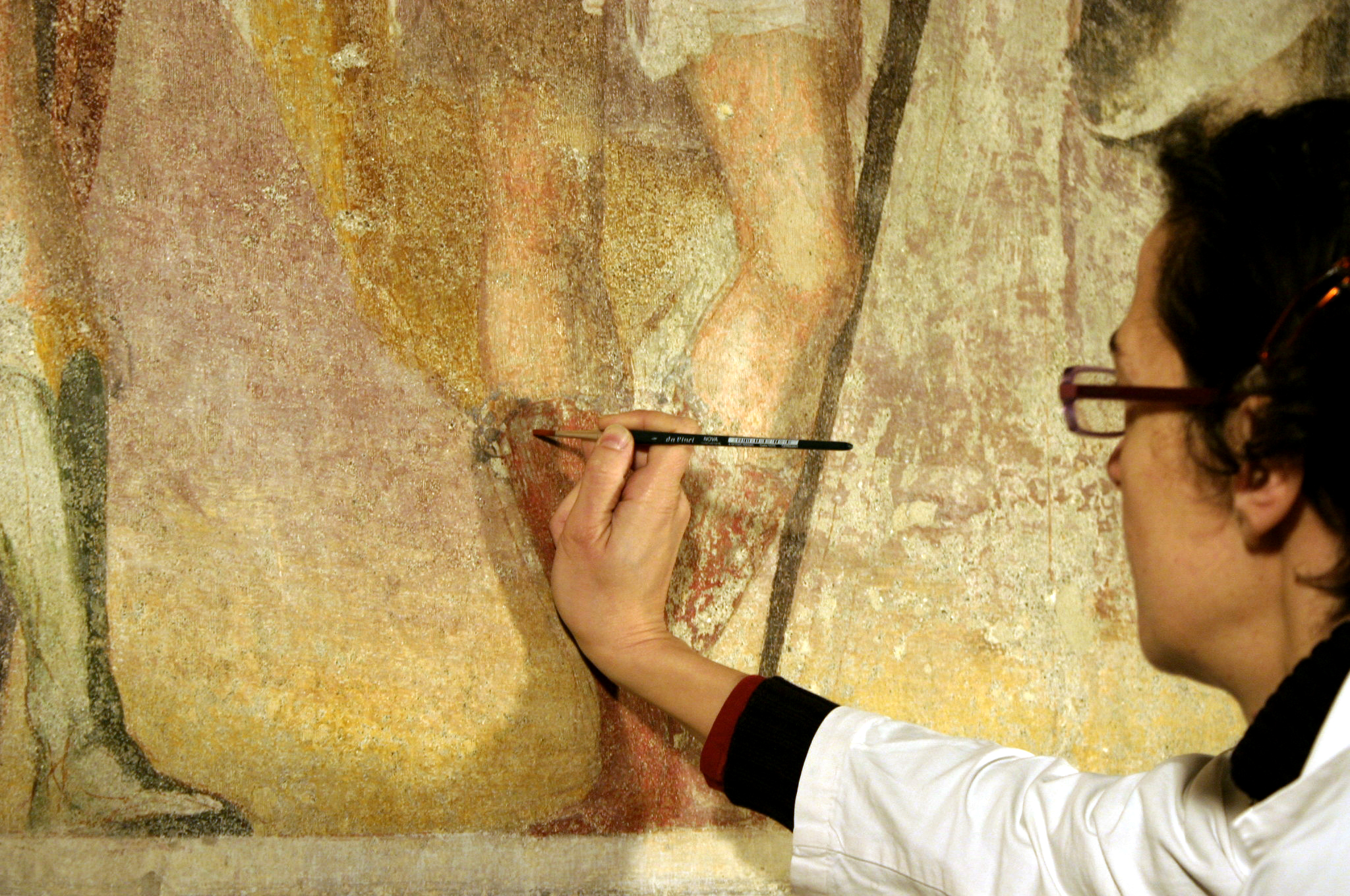
Una restauratrice sta restaurando le cadute di colore degli affreschi danneggiati nel sottocoro/cripta della Basilica di Sant'Eustorgio a Milano.

Nel corso del XVIII secolo furono perfezionate nuove tecniche per il restauro e la conservazione delle opere d'arte antiche, tra cui metodi per il distacco degli affreschi dalle pareti. Il distacco consiste nel separare lo strato di vernice dal suo supporto naturale, generalmente pietra o mattone, e può essere classificato in base alla tecnica di rimozione utilizzata.
Il metodo più antico, noto come tecnica a massello, prevede il taglio del muro e l'asportazione di una parte considerevole dello stesso insieme ad entrambi gli strati di intonaco e all'affresco stesso.
La tecnica dello stacco, invece, prevede la rimozione solo dello strato preparatorio di intonaco, detto arriccio insieme alla superficie dipinta.
Infine, la tecnica dello strappo, senza dubbio la meno invasiva, prevede la rimozione solo dello strato più superficiale di intonaco, detto intonachino, che ha assorbito i pigmenti, senza toccare il sottostante strato di arriccio. In questo metodo sulla superficie verniciata viene applicato un rivestimento protettivo costituito da strisce di cotone e colla animale. Sopra viene poi steso un secondo telo, molto più pesante e di dimensioni maggiori rispetto alla zona dipinta, e viene praticata una profonda incisione nella parete attorno ai bordi dell'affresco. Si usa un martello di gomma per colpire ripetutamente l'affresco in modo che si stacchi dalla parete. Utilizzando uno strumento di rimozione, una sorta di punteruolo, si stacca poi, dal basso verso l'alto, il dipinto e l'intonachino attaccato al rivestimento in tela e colla.
Il retro dell'affresco viene assottigliato per eliminare la calce in eccesso e ricostruito con un supporto permanente costituito da due tele sottili di cotone, dette velatini, e una tela più pesante con uno strato di colla. Vengono poi applicati due strati di malta; prima uno strato ruvido e poi uno strato più liscio e compatto.
Le malte costituiranno il primo vero strato del nuovo sottofondo. I teli velatini e il telo più pesante servono solo a facilitare i futuri distacchi, e sono quindi conosciuti come strato di sacrificio. Una volta asciutta la malta, si applica uno strato di collante e l'affresco viene fissato su un supporto rigido in materiale sintetico che può essere utilizzato per ricostruire l'architettura che originariamente ospitava l'affresco. Dopo completa asciugatura del supporto, si rimuove il telo di copertura utilizzato per proteggere la parte anteriore dell'affresco durante il distacco utilizzando acqua calda nebulizzata e alcool etilico decolorato. 
Piero Baglioni è stato anche il pioniere dell'uso delle nanoparticelle per riparare gli affreschi deteriorati. Gli artisti generalmente dipingevano direttamente su intonaco umido di idrossido di calcio, che reagisce con l'anidride carbonica atmosferica per formare carbonato di calcio (calcite). Nel corso dei secoli, l'inquinamento e l'umidità provocano la disgregazione dello strato carbonatico e la ricristallizzazione dei sali solfati, nitrati e clorurati presenti all'interno delle pareti, portando al deterioramento della superficie dipinta. Baglioni era sicuro che le nanoparticelle avrebbero migliorato i metodi di conservazione convenzionali. Il suo trattamento inietta nanoparticelle di idrossido di calcio disperse in alcool e le loro piccole dimensioni, appena 10-100 nm, consentono loro di penetrare per diversi centimetri negli affreschi e riformare lentamente la calcite impoverita. 
Antibiotici come l'amoxicillina possono essere usati per trattare ceppi di batteri che vivono nel pigmento naturale di un affresco che può trasformarli in polvere. 
Un altro metodo di riparazione dell'affresco è l'applicazione di una benda di protezione e sostegno composta da garza di cotone e alcool polivinilico. Le sezioni difficili vengono rimosse con spazzole morbide e aspirazione localizzata. Le altre zone più facili da rimuovere (perché danneggiate da una minore quantità di acqua) vengono rimosse con polpa di cellulosa compressa saturata con soluzioni di bicarbonato d'ammonio e con acqua deionizzata. Queste sezioni vengono rinforzate e riattaccate, quindi pulite con impacchi di resina a scambio ionico, e la parete e lo strato pittorico vengono rinforzati con idrossido di bario. Le crepe ed i distacchi vengono tappati con grassello di calce ed iniettate con resina epossidica caricata con silice micronizzata. 

## Progetti di restauro di affreschi

### Cappella Sistina
La Cappella Sistina è stata restaurata tra la fine degli anni '70 e gli anni '80. Questo è stato uno dei progetti di restauro artistico più significativi, più grandi e più lunghi della storia. Per completare l'intero progetto ci sono voluti dodici anni, senza contare le ispezioni, la pianificazione e l'approvazione del progetto. Tra le tante parti della cappella restaurate, ciò che attirò maggiormente l'attenzione furono gli affreschi di Michelangelo. Il restauro suscitò polemiche. Alcuni esperti hanno criticato le tecniche proposte, sostenendo che la procedura di restauro avrebbe raschiato via gli strati di vari materiali sugli affreschi, provocando danni irreparabili, e che la rimozione dei materiali avrebbe esposto i pigmenti sugli affreschi che erano stati fragile e datato alla luce artificiale, alle variazioni di temperatura, all’umidità e all’inquinamento. Tale esposizione, temevano, avrebbe causato ingenti danni all’opera d’arte originale. 

### Villa dei Misteri a Pompei
Per gli affreschi della Villa dei Misteri a Pompei, i primi interventi di conservazione a volte comportavano la rimozione degli affreschi, la ricostruzione o il rinforzo delle pareti e quindi il riattacco dei dipinti. I primi restauratori applicarono anche uno strato di cera mista ad olio per pulire le superfici dei dipinti, preservare gli antichi pigmenti e stabilizzare le fragili opere, conferendo agli affreschi un aspetto lucido che gli antichi artisti non avevano mai voluto che avessero. Allo stesso tempo, la cera riempiva le fessure delle superfici, sigillando l'umidità all'interno delle pareti, indebolendole ulteriormente compromettendo la resistenza della malta che teneva insieme le pareti. Nel 2013 la villa, come la maggior parte di Pompei, aveva un disperato bisogno di interventi di conservazione moderna, così come lo era una copertura protettiva che era stata costruita in diverse fasi nel corso degli anni. Parti dei dipinti si stavano sgretolando dalle pareti instabili e i mosaici erano stati gravemente danneggiati dai piedi di milioni di visitatori. Ripetute applicazioni di cera avevano causato l'ossidazione e lo scurimento dei pigmenti e l'ingiallimento degli affreschi, alterandone notevolmente l'aspetto. Tutte le decorazioni superficiali della villa, sia i mosaici che gli affreschi, erano state precedentemente conservate, ma in modo irregolare. Alcuni dei metodi attualmente impiegati sono stati utilizzati da decenni di conservatori a Pompei. Gli affreschi sono stati puliti a mano utilizzando un bisturi o una soluzione chimica. Le superfici verniciate sono state consolidate con una resina acrilica diluita con acqua deionizzata e poi iniettata nelle fessure, oltre all'uso di antibiotici per la rimozione dei batteri.